# Brad Garrett
Brad H. Gerstenfeld (Los Ángeles, 14 de abril de 1960), conocido como Brad Garrett, es un actor y comediante estadounidense. Ganó tres premios Primetime Emmy por su interpretación de Robert Barone en Everybody Loves Raymond.
En 1984 participó en el programa Star Search, en el que compitió en comedia y fue el primer concursante de dicha categoría en ganar el premio de cien mil dólares. Durante esa época también comenzó a trabajar en The Tonight Show Starring Johnny Carson. Después de esto, empezó a actuar en series como The Fresh Prince of Bel-Air y Seinfeld, hasta que obtuvo el papel de Robert Romano en la sitcom de la CBS Everybody Loves Raymond, en la que participó entre 1996 y 2005.
Asistió en la Universidad de California en Los Ángeles, pero abandonó sus estudios y siguió con su carrera en comedia, una decisión que su padre apoyó. Estuvo casado siete años con Jill Diven, con quien tiene un hijo y una hija, Maxwell y Hope, hasta que se separaron en abril de 2006 y se divorciaron un año más tarde. El 27 de diciembre de 2015 se comprometió con su novia Isabella Quella.

## Filmografía

### Cine
| Año  | Título original                                         | Papel                                        |
| ---- | ------------------------------------------------------- | -------------------------------------------- |
| 1988 | Eight Men Out                                           | PeeWee                                       |
| 1992 | Porco Rosso                                             | Jefe de los Mamma Aiuto (voz)                |
| 1995 | Casper                                                  | Fatso (voz)                                  |
| 1996 | Spy Hard                                                | Guardia (voz)                                |
| 1997 | Suicide Kings                                           | Jeckyll                                      |
| 1997 | Sea World and Busch Gardens Adventures: Alien Vacation! | Robert                                       |
| 1998 | A Bug's Life                                            | Dim (voz)                                    |
| 1998 | Pocahontas II                                           | Uttamatomakkin                               |
| 1999 | Façade                                                  | Henry                                        |
| 1999 | Sweet and Lowdown                                       | Joe Bedloe                                   |
| 2002 | The Country Bears                                       | Fred (voz)                                   |
| 2002 | Stuart Little 2                                         | Plomero                                      |
| 2003 | Buscando a Nemo                                         | Globo (voz)                                  |
| 2004 | Garfield: la película                                   | Luca (voz)                                   |
| 2005 | The Pacifier                                            | vicedirector Dwayne Murney                   |
| 2005 | Tarzán 2                                                | Uto (voz)                                    |
| 2005 | The Amateurs                                            | Wally                                        |
| 2005 | Tom and Jerry: Blast Off to Mars                        | Comandante Bristle/Guardia marciano #3 (voz) |
| 2006 | Night at the Museum                                     | Cabeza de la isla de Pascua (voz)            |
| 2006 | Asterix and the Vikings                                 | Obélix (voz)                                 |
| 2007 | Christmas Is Here Again                                 | Charlee (voz)                                |
| 2007 | Underdog                                                | Riff Raff (voz)                              |
| 2007 | Ratatouille                                             | Auguste Gusteau (voz)                        |
| 2007 | Music and Lyrics                                        | Chris Riley                                  |
| 2009 | Night at the Museum: Battle of the Smithsonian          | Cabeza de la isla de Pascua (voz)            |
| 2010 | Tangled                                                 | Rufián del Garfio (voz)                      |
| 2010 | Joan Rivers: A Piece of Work                            | Participante                                 |
| 2011 | Hoodwinked Too! Hood vs. Evil                           | Gigante (voz)                                |
| 2012 | Delhi Safari                                            | Bagga (voz)                                  |
| 2012 | Not Fade Away                                           | Jerry Ragovoy                                |
| 2013 | Planes                                                  | Chug (voz)                                   |
| 2013 | The Incredible Burt Wonderstone                         | Chug (voz)                                   |
| 2014 | The Clockwork Girl                                      | T-Bolt (voz)                                 |
| 2014 | Night at the Museum: Secret of the Tomb                 | Cabeza de la isla de Pascua (voz)            |
| 2014 | Planes: Fire & Rescue                                   | Chug (voz)                                   |
| 2016 | Buscando a Dory                                         | Globo (voz)                                  |
| 2016 | Teenage Mutant Ninja Turtles: Out of the Shadows        | Krang (voz)                                  |
| 2018 | Gloria Bell                                             | Dustin                                       |
| 2018 | Christopher Robin                                       | Ígor (voz)                                   |
| 2018 | Ralph Breaks the Internet                               | Ígor (voz)                                   |
| 2025 | Elio                                                    | Grigon (voz)                                 |

### Televisión
| Año     | Título original                                           | Papel                    | Notas        |
| ------- | --------------------------------------------------------- | ------------------------ | ------------ |
| 1985    | Hulk Hogan's Rock 'n' Wrestling                           | Hulk Hogan (voz)         |              |
| 1985-86 | The Transformers                                          | Trypticon (voz)          |              |
| 1988    | First Impressions                                         | Frank Dutton             | 3 episodios  |
| 1990    | The Adventures of Don Coyote and Sancho Panda             | Rocinante (voz)          | 1 episodio   |
| 1990-91 | Space Cats                                                | Voces adicionales        |              |
| 1991    | Where's Wally?: The Animated Series                       | Barbablanca (voz)        |              |
| 1991    | Roseanne                                                  | Doug                     | 1 episodio   |
| 1992-96 | Eek! The Cat                                              | Thuggo (voz)             |              |
| 1993    | Marsupilami                                               | Eduard (voz)             | 3 episodios  |
| 1993-95 | 2 Stupid Dogs                                             | Big Dog (voz)            |              |
| 1993-96 | Biker Mice from Mars                                      | Greasepit (voz)          |              |
| 1994    | The Fresh Prince of Bel-Air                               | O'Neill                  | 1 episodio   |
| 1995    | Fantastic Four                                            | Hydro-Man (voz)          | 1 episodio   |
| 1995    | The Pursuit of Happiness                                  | Alex Chosek              |              |
| 1995-96 | Timon & Pumbaa                                            | Boss Beaver (voz)        | 3 episodios  |
| 1996    | Project G.e.e.K.e.R.                                      | Noah (voz)               |              |
| 1996    | The Spooktacular New Adventures of Casper                 | Fatso                    | 22 episodios |
| 1996    | Lois & Clark                                              | Rev. Bob                 | 1 episodio   |
| 1996    | Mad About You                                             | Enfermero                | 1 episodio   |
| 1996    | Seinfeld                                                  | Tony                     | 1 episodio   |
| 1996-97 | Mighty Ducks                                              | Grin (voz)               |              |
| 1996-99 | Superman: The Animated Series                             | Bibbo Bibbowski (voz)    | 10 episodios |
| 1996-03 | Dexter's Laboratory                                       | Magmanamus (voz)         | 4 episodios  |
| 1996-05 | Everybody Loves Raymond                                   | Robert Barone            |              |
| 1997    | Nightmare Ned                                             | Papá (voz)               |              |
| 1997    | Don King: Only in America                                 | Asesino                  | telefilme    |
| 1998    | Murphy Brown                                              | Capitán del equipo SWAT  | 1 episodio   |
| 1998    | The King of Queens                                        | Robert Barone            | 1 episodio   |
| 1998    | Toonsylvania                                              | Phil Wilder (voz)        | 10 episodios |
| 2000    | Buzz Lightyear of Star Command                            | Torque (voz)             | 5 episodios  |
| 2001    | Bleacher Bums                                             | Marvin                   | telefilme    |
| 2001    | Club Land                                                 | Lou Montana              | telefilme    |
| 2002    | Robbie the Reindeer                                       | Prancer/Vikingo #3 (voz) | 3 episodios  |
| 2002    | Gleason                                                   | Jackie Gleason           | telefilme    |
| 2002    | Kim Possible                                              | Big Mike (voz)           | 1 episodio   |
| 2006-10 | 'Til Death                                                | Eddie Stark              |              |
| 2008    | Monk                                                      | "Honest" Jake            | 1 episodio   |
| 2010    | Special Agent Oso                                         | Buffo (voz)              | 3 episodios  |
| 2010    | Glory Daze                                                | Jerry Harrington         | 2 episodios  |
| 2011    | I Kid With Brad Garrett                                   | Él mismo                 |              |
| 2013    | How to Live with Your Parents (For the Rest of Your Life) | Max Green                |              |
| 2013-14 | The Crazy Ones                                            | Gordon Lewis             | 6 episodios  |
| 2015    | Fargo                                                     | Joe Bulo                 | 5 episodios  |
| 2015    | Manhattan                                                 | Eli Isaacs               | 1 episodio   |
| 2016    | This Is Us                                                | Wes Manning              | 1 episodio   |
| 2016    | Law & Order: Special Victims Unit                         | Gary Munson              | 2 episodios  |
| 2017    | The Get                                                   | Bill Asher               | telefilme    |
| 2017    | Bull                                                      | Ron Getman               | 1 episodio   |
| 2017    | Michael Jackson's Halloween                               | Bubbles (voz)            | telefilme    |
| 2018    | I'm Dying Up Here                                         | Rom Martin               | 9 episodios  |
| 2018-19 | Single Parents                                            | Douglas                  |              |

## Premios y nominaciones

### Premios Primetime Emmy
| Año  | Categoría                                 | Trabajo nominado        | Resultado |
| ---- | ----------------------------------------- | ----------------------- | --------- |
| 2000 | Mejor actor de reparto - Serie de comedia | Everybody Loves Raymond | Nominado  |
| 2002 | Mejor actor de reparto - Serie de comedia | Everybody Loves Raymond | Ganador   |
| 2003 | Mejor actor de reparto - Serie de comedia | Everybody Loves Raymond | Ganador   |
| 2003 | Mejor actor - Miniserie o telefilme       | Gleason                 | Nominado  |
| 2004 | Mejor actor de reparto - Serie de comedia | Everybody Loves Raymond | Nominado  |
| 2005 | Mejor actor de reparto - Serie de comedia | Everybody Loves Raymond | Ganador   |

### Premios del Sindicato de Actores
| Año  | Categoría                                         | Trabajo nominado        | Resultado |
| ---- | ------------------------------------------------- | ----------------------- | --------- |
| 1999 | Mejor reparto de televisión - Comedia             | Everybody Loves Raymond | Nominado  |
| 2000 | Mejor reparto de televisión - Comedia             | Everybody Loves Raymond | Nominado  |
| 2002 | Mejor reparto de televisión - Comedia             | Everybody Loves Raymond | Nominado  |
| 2003 | Mejor actor de televisión - Miniserie o telefilme | Gleason                 | Nominado  |
| 2003 | Mejor reparto de televisión - Comedia             | Everybody Loves Raymond | Ganador   |
| 2004 | Mejor actor de televisión - Comedia               | Everybody Loves Raymond | Nominado  |
| 2004 | Mejor reparto de televisión - Comedia             | Everybody Loves Raymond | Nominado  |
| 2005 | Mejor reparto de televisión - Comedia             | Everybody Loves Raymond | Nominado  |
| 2006 | Mejor reparto de televisión - Comedia             | Everybody Loves Raymond | Nominado  |